# Giovanni Giacomo Lavagna
Giovanni Giacomo Lavagna (Napoli, ... – Napoli, 1679) è stato un poeta marinista italiano.

## Biografia
Si ritiene che Lavagna sia nato a Napoli nei primi decenni del Seicento da una famiglia che aveva origine genovesi di probabile discendenza dal casato dei Ravaschieri, e la cui madre proveniva dal ceppo aristocratico della nobiltà di Saluzzo. Il nucleo familiare si trasferì nel Regno di Napoli per motivi di ordine finanziario e militare, ma nonostante le ascendenze aristocratiche si mantenne ai margini della nobiltà partenopea. Il giovane seguì studi giuridici laureandosi in diritto, anche se la sua formazione non si limitò a quella sfera ma si estese sia al campo filosofico-letterario che a quello scientifico.
Gli anni sessanta del XVII secolo vedevano la contrapposizione politica e ideale fra la corte spagnola del Viceré di Napoli da una lato e gli ambienti ecclesiastici dall'altro. Come il resto della nobiltà napoletana, Lavagna valutò il cardinale Carlo Carafa della Spina un punto di equilibrio fra i due schieramenti. E fu all'ecclesiastico che il poeta dedicò le Poesie, la sua prima raccolta nella quale il cardinale Carafa veniva delineato come “Eroe Partenopeo, fregio, ed onore”. Nel suo percorso di formazione letteraria, Lavagna si richiamò al pensiero di altri filosofi e poeti del secolo precedente fra i quali Bernardino Telesio, Tommaso Campanella e Torquato Tasso, e le sue opere non di rado si interessarono della Napoli barocca del periodo. Nella vivace temperie culturale partenopea, in quella fase un ruolo significativo fu giocato dall'Accademia degli Investiganti che stimolò l'affermarsi di una innovativa apertura culturale. Il poeta, influenzato da questa nuova sensibilità, si incanalò sul sentiero dei marinisti, incontrando nel suo tragitto letterario l'estro poetico di Giuseppe Battista, quello in prosa di Giacomo Lubrano e le riflessioni filosofico-politiche di Lorenzo Crasso.
La morte di Lavagna si presume che sia avvenuta a Napoli nel 1679.

## Opere

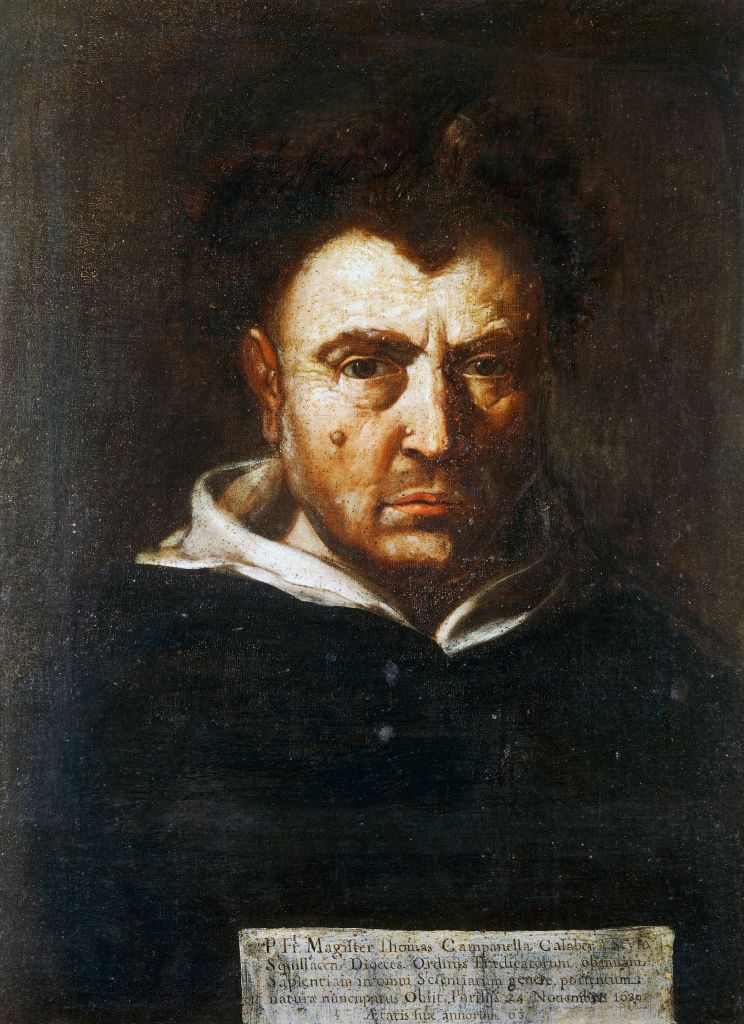
Tommaso Campanella

Le Poesie sono costituite da una raccolta di sonetti, idilli e madrigali di tema amoroso dedicati a dame diverse, versi che lasciano supporre riferimenti a reali circostanze vissute dal poeta. Sono inoltre trattate la concezione filosofico-morale di Lavagna e la celebrazione nei confronti di coloro che difesero eroicamente Cipro durante l’assedio del 1571 da parte dei Turchi.
Nel 1676, parallelamente a una nuova stampa delle Poesie, venne pubblicato a Bologna Il corriero straordinario spedito da Parnaso al sig. N.N. dal sig. Gio. Giacomo Lavagna. L'opera consta di due parti: la prima vede Apollo dirimere una controversia fra dottori di scuola tradizionale e medici moderni; nella seconda parte Lavagna entra in gioco nella disputa alla ricerca di una soluzione armonica, contemperando la medicina antica e le pratiche più nuove, ma sempre nel rispetto della pietà nei confronti del paziente.
Lavagna era anche intenzionato a comporre un altro testo di liriche, un volume di lettere e uno studio sulle teorie di Campanella, ma di tali opere non rimangono tracce.